# Mjölksjön, Jämtland
Mjölksjön är en sjö i Bräcke kommun i Jämtland och ingår i Ljungans huvudavrinningsområde. Sjön har en area på 1,88 kvadratkilometer och ligger 384 meter över havet. Sjön avvattnas av vattendraget Gimån.

## Delavrinningsområde
Mjölksjön ingår i det delavrinningsområde (695111-147229) som SMHI kallar för Utloppet av Mjölksjön. Medelhöjden är 394 meter över havet och ytan är 6,26 kvadratkilometer. Räknas de 9 avrinningsområdena uppströms in blir den ackumulerade arean 55,87 kvadratkilometer. Gimån som avvattnar avrinningsområdet har biflödesordning 2, vilket innebär att vattnet flödar genom totalt 2 vattendrag innan det når havet efter 251 kilometer. Avrinningsområdet består mestadels av skog (48 procent) och sankmarker (11 procent). Avrinningsområdet har 2,15 kvadratkilometer vattenytor vilket ger det en sjöprocent på 34,4 procent.